# Jetis (Karangrayung)
Jetis is een bestuurslaag in het regentschap Grobogan van de provincie Midden-Java, Indonesië. Jetis telt 2384 inwoners (volkstelling 2010).